# Halofixateur
Bei einem Halofixateur (Halo griech., Ring; fixateur franz., Festhaltesystem) handelt es sich um einen Fixateur externe, ein Haltesystem, mit welchem nach einer Fraktur der oberen Halswirbel die Halswirbelsäule und der Kopf in einer anatomisch regelrechten Stellung bis zur Heilung fixiert werden.
Bei der Anwendung des Halofixateurs umspannt ein Ring aus Metall, Karbon oder einem Kunststoff den Kopf. An ihm befinden sich vier Pins, die zur Stabilisierung in die äußere Lamelle des Schädelknochens geschraubt werden.  Die Pins gehen durch die Haut hindurch und sitzen auf der Schädeldecke. Sie sind aus Titan und damit für den Körper nicht allergieauslösend. Eine Entzündung der Eintrittsstellen der Pins wird verhindert durch eine regelmäßige Behandlung mit einem Antiseptikum. Der Ring ist weiterhin über Stäbe mit einem Korsett aus Kunststoff verbunden, um die Halswirbelsäule zu arretieren. Das Korsett besteht aus Brust- und Rückenplatte, verbunden mit Laschen zum Anpassen und ist in den meisten Fällen mit Lamm- oder Kunstfell gefüttert. 
Ein Halofixateur wiegt etwa zwei Kilogramm. In regelmäßigen Abständen muss der Sitz überprüft werden, um eine optimale Heilung zu gewährleisten. Gegebenenfalls müssen Schrauben am Fixateur nachgestellt werden. Der Fixateur verbleibt je nach Heilungsverlauf für etwa 12 Wochen auf dem Kopf.